# Ashchurch
Ashchurch är en by i civil parish Ashchurch Rural, i distriktet Tewkesbury i grevskapet Gloucestershire i England. Ashchurch var en civil parish fram till 2008 när blev den en del av Ashchurch Rural, Northway och Wheatpieces. Parish har 6 064 invånare (2001).